# 정형식 (법조인)
정형식(鄭亨植, 1961년~)은 대전고등법원장, 헌법재판소 재판관 등을 역임한 대한민국의 법조인이다.

## 생애
1961년 서울에서 태어나 서울고등학교, 서울대학교 법과대학을 졸업한 뒤 1985년 제27회 사법시험에 합격하였다. 사법연수원을 17기로 마치고 수원지방법원 성남지원 판사로 임관하였고, 2001년에는 대법원 재판연구관 등을 지냈다. 여러 분야의 재판을 맡아 경륜이 풍부하며, 2015년에는 서울지방변호사회에서 선정한 우수법관 8명에 들었다.
판사로 재직하며 정연주 KBS 사장의 해임이 부당하다는 1심 판결을, 이재용 삼성 부회장의 국정농단 관련 사건 항소심에서 징역형의 집행유예를, 한명숙 전 총리의 불법 정치자금 수수사건 항소심에서 실형을 선고한 이력이 있으며, 대전고등법원장으로 재직 중에 윤석열 대통령에 의해 대통령이 단독으로 임명할 수 있는 헌법재판소 재판관 3인 몫의 후보자가 되었다. 유남석 재판관의 후임으로 2023년 12월 18일에 헌법재판소 재판관으로 임명되었으며, 19일에 취임식을 치렀다.

## 경력
- 1985년: 제27회 사법시험 합격
- 1988년: 제17기 사법연수원 수료
- 1988년: 수원지방법원 성남지원 판사
- 1990년: 서울가정법원 판사
- 1991년: 서울민사지방법원 판사
- 1992년: 창원지방법원 진주지원 판사
- 1995년: 서울지방법원 판사
- 1997년: 서울지방법원 동부지원 판사
- 1999년: 수원지방법원 성남지원 판사
- 2000년: 서울고등법원 판사
- 2001년: 대법원 재판연구관
- 2003년: 청주지방법원 부장판사
- 2004년: 청주지방법원 수석부장판사
- 2005년: 수원지방법원 부장판사
- 2007년: 서울행정법원 부장판사
- 2010년: 수원지방법원 평택지원장
- 2011년: 대전고등법원 부장판사
- 2012년 2월~2014년 2월: 서울고등법원 부장판사
- 2014년 2월~2014년 8월: 서울행정법원 수석부장판사 직무대리
- 2014년 8월~2019년 2월: 서울고등법원 부장판사
- 2019년 2월~2021년 2월: 제2대 서울회생법원장
- 2021년 2~2023년 2월: 수원고등법원 부장판사
- 2023년 2월~2023년 11월: 제27대 대전고등법원장
- 2023년 12월~: 헌법재판소 재판관